# Roxanne Durchame
Roxanne Durchame (Manchester, 21 luglio 1967) è una sceneggiatrice, animatrice e character designer britannica nota per i personaggi disegnati per la serie di cartoni animati My Life as a Teenage Robot, La Grande B!, Il laboratorio di Dexter e Le Superchicche.

## Filmografia

### Character design
- Il laboratorio di Dexter (1996-2003)
- Le Superchicche (1998-2005)
- My Life as a Teenage Robot (2005-2007)
- La Grande B! (2008-2011)
- Boys Don't Cry: The Series (2009-in corso)

### Artista storyboard
- Il gatto... e il cappello matto (The Cat in the Hat), regia di Bo Welch (2003)
- Giù per il tubo (Flushed Away), regia di David Bowers e Sam Fell (2006)
- Il figlio di Babbo Natale (Arthur Christmas), regia di Sarah Smith (2011)
- Pirati! Briganti da strapazzo (The Pirates!: In an Adventure with Scientists), regia di Peter Lord e Jeff Newitt (2012)
- I primitivi (Early Man), regia di Nick Park (2018)

### Arista layout
- Fuga dal mondo dei sogni (Cool World), regia di Ralph Bakshi (1992)

### Autore
- Boys Don't Cry: The Series (2009-in corso)